# Mizuka Kajita
Mizuka Kajita (ur. 15 marca 1988) – japońska zapaśniczka w stylu wolnym. Brązowy medal na mistrzostwach Azji w 2008. Mistrzyni Azji juniorów w 2007 roku.